# Божитухом
Божитухом (пол. Borzytuchom, нім. Borntuchen) — село в Польщі, у гміні Божитухом Битівського повіту Поморського воєводства.
Населення — 959 осіб (2011).
У 1975-1998 роках село належало до Слупського воєводства.

## Демографія
Демографічна структура станом на 31 березня 2011 року:
|          | Загалом | Допрацездатний вік | Працездатний вік | Постпрацездатний вік |
| -------- | ------- | ------------------ | ---------------- | -------------------- |
| Чоловіки | 491     | 127                | 324              | 40                   |
| Жінки    | 468     | 123                | 289              | 56                   |
| Разом    | 959     | 250                | 613              | 96                   |